# Mariologie
Mariologie is de leer aangaande de maagd Maria, de moeder van Jezus.
Twee dogma's uit de oudheid worden in de Rooms-Katholieke Kerk en de Oosterse Orthodoxie beleden:
- Maria is de moeder van God (theotokos). In wezen is dit een christologische uitspraak: Maria is moeder van Jezus, die zowel volledig mens als volledig God is (de twee-naturenleer).
- Maria is altijd maagd (Semper virgo). Door de maagdelijke geboorte schonk Maria het leven aan Christus. Maria is maagd, voor, tijdens en na de geboorte van Christus.

Het eerste dogma werd vastgelegd rond het concilie van Efeze (431), het tweede verscheen in leeruitspraken vanaf het tweede concilie van Constantinopel, (553).
In de moderne tijd werden in de Rooms-Katholieke Kerk twee dogma's formeel bevestigd die reeds eeuwen bestanddeel van de katholieke geloofspraktijk waren:
- Onbevlekte Ontvangenis: Maria werd verwekt en kwam ter wereld zonder met de erfzonde te zijn bevlekt; Paus Pius IX kondigde dit dogma af in 1854.
- Maria-Tenhemelopneming Maria is met ziel én lichaam in de hemel opgenomen; Paus Pius XII voegde dit dogma in 1950 toe.

Sommige gelovigen vragen ook de afkondiging door de Kerk van het "vijfde en laatste mariale dogma", dat van medeverlosseres, middelares en voorspreekster. Een van de pleitbezorgers voor dit dogma is de curiemedewerker Mgr. Arthur B. Calkins van de Congregatie voor de Geloofsleer en lid van de Internationale Theologencommissie. Een van de bekendste ijveraars uit het verleden was Maximiliaan Kolbe. Ook paus Johannes Paulus II sprak herhaalde malen over Maria als Medeverlosseres.
Paus Benedictus XVI heeft zich echter duidelijk uitgesproken tegen het gebruik van de titel "Medeverlosseres" en tegen een eventueel "vijfde dogma". Daarin wordt hij gesteund door de grote meerderheid van katholieke theologen, die zo'n dogma ongepast vinden: een door het Vaticaan ingestelde mariologische commissie heeft zich uitdrukkelijk in die zin uitgelaten. Ook Paus Franciscus nam in maart 2022 ondubbelzinnig afstand van de termen "medeverlosseres" en "middelares". Hij benadrukte de rol van Maria als Moeder Gods en Moeder van de Kerk.
De eerste theoloog die de therm 'Mariologie' gebruikte was de Siciliaan Placido Nigido in 1602.